# الکساندر شادچین
الکساندر شادچین (انگلیسی: Oleksandr Shadchyn؛ زادهٔ ۱۷ آوریل ۱۹۶۹) ورزشکار والیبال اهل اوکراین است.